# 蕭嶷
豫章文獻王蕭嶷（444年—492年5月27日），字宣儼，中國南北朝時期南齊高帝蕭道成第二子，齊武帝蕭賾之弟。生母高昭皇后劉智容。

## 生平

### 劉宋時期
蕭嶷為人寬仁弘雅，有大成之量，蕭道成特別鍾愛他。起家為太學博士、長城令，入朝為尚書左民郎、錢唐令。蕭道成擊破薛索兒時，改蕭嶷封邑至西陽，以先爵賜為晉壽縣侯。除通直散騎侍郎，但以偏憂而去官。蕭道成在桂陽之役出頓新亭壘，蕭嶷為甯朔將軍，領兵衛從。劉休範率士卒攻壘南，蕭嶷手執白虎幡督戰，屢次摧卻劉休範軍的攻擊。事件平息後，遷中書郎。尋為安遠護軍、武陵內史。
當沈攸之責賧，率軍討伐荊州界內的蠻族，遂至五溪，禁斷魚、鹽交易。各蠻族大怒，酉溪蠻王田頭擬殺沈攸之使者，沈攸之責賧千萬，田頭擬輸五百萬因而被氣死。其弟田婁侯篡位而立，田頭擬之子田都出走入獠中。於是蠻部大亂，抄掠平民，至郡城之下。蕭嶷遣隊主張莫兒率將吏擊破蠻軍。田都自獠中請求繼立，而田婁侯亦因懼怕而歸附。蕭嶷誅田婁侯於郡獄，命田都繼其父之位，蠻眾才安定。入朝為宋順帝車騎諮議參軍、府掾，後轉為驃騎將軍，仍遷從事中郎。見司徒袁粲時，袁粲謂人曰：「後來佳器也。」
蕭道成在領軍府時，蕭嶷居於青溪宅。宋廢帝劉昱夜中微行，意欲掩襲蕭嶷宅內時，蕭嶷命令左右舞刀戟於中庭，劉昱從牆間窺見，以為他有所防備所以散去。蕭道成領南兗州時，鎮軍府長史蕭順之在鎮，憂危既切，期渡江北起兵。蕭嶷諫曰：「主上狂凶，人下不自保，單行道路，易以立功。外州起兵，鮮有克勝。物情疑惑，必先人受禍。今於此立計，萬不可失。」宋廢帝殞後，蕭道成通報蕭嶷曰：「大事已判，汝明可早入。」宋順帝即位，轉任侍中，總管宮內直衛。
沈攸之叛亂作難時，蕭道成入朝堂，蕭嶷代蕭道成出鎮東府，加冠軍將軍。袁粲舉兵當晚，丹陽丞王遜報告叛變消息，先至東府，蕭嶷遣帳內軍主戴元孫二千人隨薛道淵等俱至石頭城，焚門之功，戴元孫是一早預謀的。先是王蘊薦部曲六十人助城防之務，其實為內應。蕭嶷素知王蘊懷有貳心，所以不給其車仗，遣散至外省。沈攸之叛亂時搜檢王蘊等人，皆已逃亡而去。遷中領軍，加散騎常侍。長江上游平定後，蕭賾自尋陽回來，蕭嶷出為使持節、都督江州、豫州之新蔡、晉熙二郡軍事、左將軍、江州刺史，常侍如故。給鼓吹一部。以出謀獻策之功，改封永安縣公，食邑千五百戶。仍遷徙都督荊、湘、雍、益、梁、甯、南北秦八州諸軍事、鎮西將軍、荊州刺史，持節、常侍如同往時。
當時蕭道成輔政，蕭嶷以省約為首務，停止府州迎物儀式。當初沈攸之意欲聚眾，開民相告，士庶坐執役者甚眾。蕭嶷至鎮，一日遣散三千餘人。見囚五歲刑以下不連台者，皆原地遣返。以市稅重濫，更定樢格，以稅款歸還民眾。禁諸市調及苗籍。二千石官長不得與人為市，諸曹吏聽分番假。百姓對他的仁政甚為喜悅。順帝禪讓之時，蕭賾意欲速定大業，蕭嶷卻對篡改之事，沈默無所言。建元元年（479年），蕭道成即位，赦詔未至，蕭嶷先下令免除部內升明二年以前拖欠金額。遷侍中，尚書令，都督揚、南徐二州諸軍事，驃騎大將軍，開府儀同三司，揚州刺史，持節如故。受封為豫章郡王，邑三千戶。僕射王儉箋曰：「舊楚蕭條，仍歲多故，荒民散亡，實須緝理。公臨蒞甫爾，英風惟穆，江、漢來蘇，八州慕義。自庾亮以來，荊楚無複如此美政。古人期月有成，而公旬日致治，豈不休哉！」

### 齊高帝時期
當時北魏有異動，齊高帝以蕭嶷為都督荊、湘、雍、益、梁、甯、南、北秦八州諸軍事，南蠻校尉，荊、湘二州刺史，持節、侍中、將軍、開府如故。晉宋之際，刺史多不領南蠻，另以重要的大臣居此位，至是有二府二州。荊州資費歲錢三千萬，布萬匹，米六萬斛，又以江、湘二州米十萬斛給鎮府；湘州資費歲七百萬，布三千匹，米五萬斛；南蠻資費每年三百萬，布萬匹，綿千斤，絹三百匹，米千斛，近代不能與之相比。尋給油絡俠望車。
建元二年（480年）春，北魏入侵司、豫二州，蕭嶷表遣南蠻司馬崔慧景北上討伐，又分遣中兵參軍蕭惠朗救援司州，屯西關。北魏軍從濟淮攻取壽春，分騎兵當出隨、鄧二地，眾人皆因此憂慮。蕭嶷曰：「虜入春夏，非動眾時，令豫、司強守，遏其津要；彼見堅嚴，自當潰散，必不敢越二鎮而南也。」是時纂嚴，蕭嶷以荊州鄰接蠻、蜑之地，顧慮當地生謀反之心，令鎮內皆緩服。既而中北魏軍竟不出樊、鄧，於壽春被打敗逃走。再給班劍二十人。其夏，蕭嶷於南蠻園東南開館立學，齊高帝表言狀。
義陽大盜張群結寨於三溪，依據深險，侵襲義陽、武陵、天門、南平四郡界。蕭嶷遣中兵參軍虞欣祖為義陽太守，以納降意誘張群，以厚禮示好，當他留下時在座上斬首，其黨數百人皆散去，四郡獲得平安。
入朝為都督揚南徐二州諸軍事、中書監、司空、揚州刺史，持節、侍中如故。加兵置佐。蕭嶷由江陵出發後感染疾病，至京師尚未痊癒，齊高帝深感憂慮，為蕭嶷的病大赦。蕭嶷疾病痊癒之後，齊高帝駕幸東府設金石樂，敕命准蕭嶷乘輿至宮六門。

### 齊武帝時期
齊高帝駕崩，蕭嶷哀號，眼耳皆出血。蕭賾即位後，進升為太尉，設置兵佐，解侍中之職務，增加班劍為三十人。建元年間，蕭賾因不遵齊高帝旨意，齊高帝頗有以蕭嶷代嫡之意，而蕭嶷事蕭賾恭悌盡禮，未嘗有違忤顏色，故蕭賾對蕭嶷友愛亦深。永明元年（483年）正月，領太子太傅，解中書監，其餘職函如故。
蕭嶷雖然不參與朝務，然而言事密謀多被武帝信納。永明二年（484年），齊武帝下詔曰：「漢之梁孝，寵異列蕃，晉之文獻，秩殊恆序。況乃地侔前准，勳兼往式！雖天倫有本，而因事增情。宜廣田邑，用申恩禮。」因此增封食邑為四千戶。
蕭嶷時常疑慮，在宮宴上求解除揚州之封授給竟陵王蕭子良。齊武帝始終不許，曰：「畢汝一世，無所多言。」齊武帝即位後，頻繁發詔禮拜先皇陵墓，但次次也不能成行。遂遣蕭嶷禮拜先皇陵墓，回程時經過延陵季子廟，參觀沸井時，有水牛衝突隊伍，士兵擒下水牛推問，蕭嶷不許，取絹一匹橫系牛角，放牛回家。因為蕭嶷為人治存寬厚，故得朝野歡心。蕭嶷性格泛愛，不喜歡聽聞別人過失，左右若有投書相告，他會置於靴中，竟然不看書取火焚之。
永明五年（487年）正月戊子，進位大司馬。永明八年（490年），給皂輪車。再加中書監，蕭嶷固讓。
永明十年（492年），齊武帝封蕭嶷諸子，舊例食邑千戶，蕭嶷意欲五子俱受封，啟奏減每人五百戶。同年蕭嶷疾篤，上表解職但齊武帝不許，賜錢百萬營功德。蕭嶷又啟曰：「臣自嬰今患，亟降天臨，醫走術官，泉開藏府，慈寵優渥，備極人臣。生年疾迫，遽陰無幾。願陛下審賢與善，極壽蒼旻，強德納和，為億兆禦。臣命違昌數，奄奪恩憐，長辭明世，伏涕嗚咽。」薨，年四十九歲。當日齊武帝再探視其疾，至薨後乃回宮。下詔斂以袞冕之服，溫明秘器，大鴻臚持節護理喪事，太官朝夕致送祭奠，大司馬、太傅二府文武悉停過葬。又下詔贈假黃鉞、都督中外諸軍事、丞相、揚州牧，綠綟綬，具九服錫命之禮，侍中、大司馬、太傅、王如故。賜給九旒鸞輅，黃屋左纛，虎賁班劍百人，轀輬車，前後部羽葆、鼓吹。喪葬送儀，一切依當年漢東平王劉蒼的規範。
蕭嶷臨終時，召他的兒子蕭子廉、蕭子恪留下遺言：「人生在世，本自非常，吾年已老，前路幾何。居今之地，非心期所及。性不貪聚，自幼所懷，政以汝兄弟累多，損吾暮志耳。無吾後，當共相勉厲，篤睦為先。才有優劣，位有通塞，運有富貧，此自然理，無足以相陵侮。若天道有靈，汝等各自修立，灼然之分無失也。勤學行，守基業，治閨庭，尚閑素，如此足無憂患。聖主儲皇及諸親賢，亦當不以吾沒易情也。三日施靈，唯香火、盤水、乾飯、酒脯、檳榔而已。朔望菜食一盤，加以甘果，此外悉省。葬後除靈，可施吾常所乘輿扇傘。朔望時節，席地香火、盤水、酒脯、乾飯、檳榔便足。雖才愧古人，意懷粗亦有在，不以遺財為累。主衣所余，小弟未婚，諸妹未嫁，凡應此用，本自茫然，當稱力及時，率有為辦。事事甚多，不復甲乙。棺器及墓中，勿用餘物為後患也。朝服之外，唯下鐵鈈刀一口。作塚勿令深，一一依格，莫過度也。後堂樓可安佛，供養外國二僧，餘皆如舊。與汝遊戲後堂船乘，吾所乘牛馬，送二宮及司徒，服飾衣裘，悉為功德。」蕭子廉等哀號哭泣而奉行蕭嶷的遺訓。
齊武帝哀痛特至，至其年十二月才舉辦樂宴請朝臣，當時齊武帝仍虛欷流涕。諸王邸不得起樓臨瞰宮中，齊武帝後來登景陽，望見樓悲感，乃敕命毀此樓。蕭嶷薨後，第庫無見錢，齊武帝敕命貨雜物服飾得數百萬，從此起集於善寺，每月給府第百萬，至齊武帝駕崩後才省卻。
一说萧嶷是被长侄萧长懋所害。萧嶷子萧子显作《南齐书》时，讳言其父死状且为萧长懋讳，才没有作记载。

## 屬官

### 府佐
左軍府（478年－479年）
- 王秀之，左軍長史[10]
- 劉繪，左軍主簿[11]

鎮西府（479年）
- 王秀之，鎮西長史[10]
- 崔慧景，鎮西司馬，兼諮議參軍[12]
- 到坦，鎮西諮議參軍[13]

驃騎府（479年－480年）
- 王秀之，豫章王驃騎長史[14]
- 劉瓛，豫章王驃騎記室參軍[15]
- 江淹，豫章王驃騎記室參軍[16]
- 張融，豫章王驃騎諮議參軍[17]
- 到坦，豫章王驃騎諮議參軍[13]
- 蕭惠朗，豫章王驃騎中兵參軍[18]
- 劉伾緒，豫章王驃騎中兵參軍[19]
- 莊明，豫章王驃騎中兵參軍[19]
- 孫淡，豫章王驃騎行參軍[20]
- 樂藹，豫章王驃騎行參軍[21]

司空府（480年－482年）
- 王慈，豫章王司空長史[10]
- 荀伯玉，豫章王司空諮議參軍[14]
- 張融，豫章王司空諮議參軍[17]
- 陸慧曉，豫章王司空掾[10]

太尉府（482年－487年）
- 王諶，豫章王太尉司馬[22]
- 王玄邈，豫章王太尉司馬[23]
- 荀伯玉，豫章王太尉諮議參軍[14]
- 江效，豫章王太尉諮議參軍，領錄事參軍[24]
- 樂藹，豫章王太尉刑獄參軍，典書記[21]
- 張欣泰，豫章王太尉參軍[12]
- 謝朓，豫章王太尉行參軍[25]
- 劉璡，豫章王太尉板行佐[15]

大司馬府（487年－492年）
- 王智深，豫章王大司馬參軍，兼記室參軍[26]
- 庾銑，豫章王大司馬記室參軍[26]
- 劉祥，豫章王大司馬諮議參軍[27]
- 樂藹，豫章王大司馬中兵參軍、記室參軍[21]
- 王僧孺，豫章王大司馬行參軍[28]
- 蕭融，豫章王大司馬法曹行參軍[29]

### 州佐
揚州（479年，480年－492年）
- 辛普明，揚州議曹從事[20]
- 杜栖，揚州議曹從事、西曹佐[20]

### 國官
豫章王國（479年－492年）
- 王智深，豫章王國常侍[26]

## 家庭

### 妻
- 庾氏，豫章王妃

### 子
萧嶷最初因无子而过继萧子响为世子，后有子十六人，可考者十人。其中蕭子顯和蕭子云參見十八家晉史。
- 長子：蕭子廉，字景藹，永新侯→豫章哀世子
- 第二子：蕭子恪，字景沖，南康侯→南康恭子
- 第三子：蕭子操，泉陵侯
- 第四子：蕭子行，洮阳侯
- 第五子：蕭子光，宜阳侯
- 第六子：蕭子範，字景則，祁阳侯→祁阳文子
- 第八子：蕭子显，字景陽，宁都侯→宁都骄子
- 第九子：蕭子雲，字景喬，新浦侯→新浦子
- 蕭子晖，字景光
- 蕭子開，字景發

### 女
- 第二女：綏安縣主[30]

## 延伸阅读
[在维基数据编辑]
 《南齊書·卷22》，出自萧子显《南齊書》
 《南史/卷42》，出自李延壽《南史》